# ویلاس (کلرادو)
ویلاس (به انگلیسی: Vilas) شهری در ایالت کلرادو کشور ایالات متحده آمریکا است که جمعیت آن در سرشماری سال ۲۰۱۰ میلادی، ۱۱۴ نفر بوده‌است.